# 丝芭传媒
上海丝芭文化传媒集团有限公司（简称丝芭传媒）是中国的一个综合性娱乐产业集团，业务涵盖艺人培育、影视、音乐、综艺及互联网粉丝社区等，2010年5月19日成立。

## 简介
丝芭传媒总部位于上海，集团拥有文化经纪许可证、商业演出许可证、影视节目制作许可证等经营资质，同时拥有艺人经纪团队及专业设施，包括大型专属剧场、大型专业级摄影棚、专业级录音棚等，还提供艺人包装和立体化营销渠道的业务。
集团业务包括偶像养成和粉丝经济运营、O2O演艺、音乐创作及唱片发行、影视剧网剧及电影制作、综艺节目策划和制作、移动直播及粉丝社区、时尚媒体及网星电商、LBE文化娱乐地产策划及运营等。集团旗下还拥有丝芭影视、米娜时尚杂志及新媒体，以及男子偶像团体业务的火核传媒、米娜艺人工作室、韩国Zanybros公司（兼丝芭传媒韩国培训中心）等多家分支子公司及关联企业，共签约约400名艺人，为亚洲地区规模最大的艺人经纪企业之一。

## 历史
- 2010年5月19日，上海久尚演艺经纪有限公司成立。

- 2012年4月21日，久尚经纪与AKS合作宣佈SNH48成立。

- 2015年1月13日，上海丝芭影视有限公司成立。7月25日，公司正式宣佈更名為「上海絲芭文化傳媒有限公司」[4]。

- 2016年4月14日，黎瑞刚名下的华人文化入股丝芭传媒[5][6]。4月20日，于北京举行发布会，宣布BEJ48、GNZ48成立，并成立三支新SNH48子团体，分别为7SENSES、Color Girls、电眼少女队，同时宣布丝芭传媒与韩国制作企业ZANYBROS结盟并对其进行了投资入股[7]。5月15日，KDB大宇证券（同年年底被合并成大宇未来资产）通过其在中国的下属公司“KDB大宇资产（中国）”入股丝芭传媒约4%股份。6月10日，與AKS结束合作关系[8][9]。7月30日，宣布SHY48成立[10]。

- 2017年1月7日，宣布N2M成立[11]。5月9日，丝芭传媒集团完成C轮数亿元融资，由招银国际资本领投，原有股东华人文化产业投资基金及君联资本跟投[12][13][14]。6月2日，宣布CKG48成立[15]。7月29日，宣布完成对上海米娜时尚传媒及新媒体的合并手续，正式将其纳入集团旗下[2]。9月27日，大宇未来资产（中国）对丝芭传媒的股权增加至约8%。

- 2018年2月2日，宣布成立两支新SNH48子团体，分别为HO2、BlueV[16]。5月28日，宣布与上海戏剧学院、上戏文化发展有限公司正式开展深度合作[17]。6月29日，宣布开启首次全集团最大规模偶像艺人招募，进一步推动新生代优质偶像的培养。招募包括SNH48 Group成员招募、丝芭传媒集团偶像练习生（韩国模式练习生）与米娜演员工作室（影视表演艺人），不限男女，入选选手将接受国内外的专业艺人培训[18]。7月28日，在大宇未来资产和韩国Zanybros（英语：Zanybros）影视公司的支持下，丝芭传媒宣布于韩国设立首个海外专属艺术培训基地，强化基础培训设施，进一步整合其他资源，推动海外项目的拓展合作，逐步丰富自己的业务层次[19]。

- 2019年1月19日，宣布开启海外练习生计划；IDOLS Ft成立；對SNH48 Group北上廣以外分團開啟授權特許經營模式。

- 2020年1月2日，丝芭传媒与上海笑源艺术团合作成立「JNR48」计划。JNR48将不定期选拔6—14岁的练习生，作为SNH48 Group的预备新生力量，该团体由上海笑源艺术团负责运营[20]。8月15日，宣布浪彩少女AfterWaves9成立，同时成立集团化妆品事业总部，推出多種自有和国内外总代品牌的美妆、彩妆、个护及美容工具类产品。

- 2022年6月10日，上海丝芭文化传媒集团发布公告，将重组核心业务和企业构架，其控股公司将更名为美踏控股（META48 Holdings Ltd.），核心业务将转型为元宇宙相关行业，同时搭建沉浸式元宇宙互动社交平台“美踏元宇宙”和国潮赛博朋克风格大型虚拟都市“花戎”，还计划将线下SNH48女团与线上全新搭建的虚拟女团FAF Girls（2人）和Infinity Girls（5人）进行联动[21][22]。此次企业构架更改后，丝芭传媒将成为美踏控股旗下子公司，与丝芭影视和米娜时尚传媒更名而来的“米娜电商”并列。

## 旗下藝人

### 現有藝人

#### 絲芭傳媒
| 女藝人 - 李艺彤 - 孫芮 - 许佳琪 - 林思意 - 赵粤 - 袁一琦 | 男子組合 - D7少年团 | 女子組合 - SNH48 - 7SENSES - HO2 - BlueV - DeMOON - Color Girls - Seine River - 電眼少女隊 - Style-7 - BEJ48 - GNZ48 - SHY48 - CKG48 - CGT48 - IDOLS Ft - 五月薇VIV - JNR48 |

#### 絲芭影視
| 男藝人 - 陈烨林 - 赵煊赫 - 周晟棋 - 张家睿 - 宋琦 - 陈扬 - 何奕辰 - 樊博 - 劉冬沁 | 女藝人 - 陆婷玉 - 郭天祺 - 王子甲 - 高榕 - 白昕怡 - 华雯 - 雨筠 - 章秘蜜 - 尹柔懿 - 张晟曦 - 裴蕾 |

#### 米娜時尚
女子組合
- 浪彩少女AfterWaves9

## 影視製作
| 电视剧 - 《芸汐传》（2018年） - 《如意芳霏》（2020年） - 《小夜曲》（未定） | 网剧 - 《贴身校花》（2016年） - 《贴身校花之君临天夏》（2017年） - 《浮世雙嬌傳》（2020年） - 《平行迷途》（2020年） - 《嘉南传》（2021年） - 《唐小山趕考記》（未定） - 《雪鹰领主》（2023年） - 《花戎》（2023年） | 网络电影 - 《纪念品》（2016年） - 《见习爱神》（2017年） - 《有言在仙》（2017年） - 《大唐嘻游记》（2018年） - 《倔强甜心》（2018年） - 《狄大人驾到》（2018年） - 《少女侦探社》（2018年） - 《萌妹特攻队》（2019年） - 《仙游记》（2019年） - 《心跳制作人》（2019年） - 《夜蝶》（2019年） - 《巾幗風雲壹》（2020年） - 《雪鷹領主》（2022年） |

## 綜藝製作
| 電視節目 - 《國民美少女》 - 《蜜食记》（第3季起） | 网络節目 - 《SNHello》 - 《心的舞台》 - 《周刊少女SNH48》 - 《進擊的女生》 - 《窮途陌路》 - 《偶像的挑戰》 - 《莫莫有聞》 - 《星机女学园》 - 《48狼人杀》 - 《扒出好味》 - 《电玩美少女──萌神降临》 - 《花樣妹妹》 - 《香辣美人娛》 - 《夢想演播廳》 - 《燃烧吧团魂》 - 《意想不到的假期》 - 《皮噠不得了》 - 《踹踹TV》 - 《喵了個妝MissS》 - 《KEEP UP WITH》 - 《少女的FUNNY TIME》 - 《青春有日記》 - 《河你一起看》 - 《塞納河開學啦》 | 电台節目 - 《塞納河畔夜談》 - 《SNH48電台》 |

## 子公司
- 絲芭影視

丝芭影视是一家集项目投资、IP研发及储备、制作、宣发等业务于一体的全方位、立体化的精品娱乐内容产业公司。秉承“青春+” “IP+”的核心理念，推出的影视项目以青春、活力、热血、励志为主题。
- 米娜時尚

米娜時尚旗下拥有女性时尚杂志《米娜》（简体中文版，其中“Mina”商标经日本主妇之友社授权使用），米娜时尚俱乐部，上海久尚模特经纪有限公司及国内新生代时尚潮流品牌MinaCollection及涵盖DM，电视购物，网购等多种形式的电子商务服务平台。

## 注解
1. ↑  名义上归属上海火核文化傳媒有限公司[24]
2. ↑  由上海笑源艺术团有限公司负责运营
3. ↑  與東方衛視合作
4. ↑  與安徽衛視合作
5. ↑  與AcFun合作
6. ↑  與大眾點評APP合作
7. ↑  與PlayStation合作
8. ↑  與咪咕音乐合作
9. ↑  與企鵝FM合作